# هانس جونستون
هانس جونستون (بالإنجليزية: Hans Johnstone)‏ هو متزحلق نوردي مزدوج أمريكي، ولد في 1961.

## وصلات خارجية
- هانس جونستون على موقع أوليمبيديا (الإنجليزية)